# Trophée Gazet van Antwerpen 1997-1998
Navigation
1996-1997 1998-1999
Le Trophée Gazet van Antwerpen 1997-1998 est la 11e édition du Trophée Gazet van Antwerpen, compétition de cyclo-cross organisée par le quotidien belge néerlandophone Gazet van Antwerpen.

## Résultats
| Date        | Lieu                                       | Vainqueur           | Deuxième            | Troisième          |
| ----------- | ------------------------------------------ | ------------------- | ------------------- | ------------------ |
| 11 novembre | Niel - Jaarmarktcross                      | Adrie van der Poel  | Danny De Bie        | Erwin Vervecken    |
| 29 novembre | Kalmthout - Vlaamse Industrieprijs Bosduin | Richard Groenendaal | Sven Nys            | Marc Janssens      |
| 13 décembre | Ravels                                     | Arne Daelmans       | Alex Moonen         | David Willemsens   |
| 20 décembre | Essen - GP Rouwmoer                        | Richard Groenendaal | Wim de Vos          | David Willemsens   |
| 23 décembre | Hoogstraten - Vlaamse Aardbeiencross       | Peter Willemsens    | Richard Groenendaal | Adrie van der Poel |
| 27 décembre | Rijkevorsel                                | Adrie van der Poel  | Danny De Bie        | Marc Janssens      |
| 7 février   | Lille - Krawatencross                      | Erwin Vervecken     | Arne Daelmans       | Sven Nys           |
| 15 février  | Oostmalle - Internationale Sluitingsprijs  | Arne Daelmans       | Peter Willemsens    | Alex Moonen        |

## Classement final
| #   | Coureur          | Points |
| --- | ---------------- | ------ |
| 1.  | Arne Daelmans    | 217    |
| 2.  | Danny De Bie     | 209    |
| 3.  | David Willemsens | 201    |
| 4.  | Peter Willemsens | 199    |
| 5.  | Alex Moonen      | 146    |
| 6.  | Kurt De Roose    | 142    |
| 7.  | Paul Janssens    | 140    |
| 8.  | Jan Van Donink   | 124    |
| 9.  | Gianni David     | 112    |
| 10. | Kris Wouters     | 111    |

## Résultats détaillés
| #  | Coureur            | Temps   |
| -- | ------------------ | ------- |
| 1  | Adrie van der Poel | inconnu |
| 2  | Danny De Bie       |         |
| 3  | Erwin Vervecken    |         |
| 4  | Marc Janssens      |         |
| 5  | Peter Willemsens   |         |
| 6  | David Willemsens   |         |
| 7  | Mario De Clercq    |         |
| 8  | Sven Nys           |         |
| 9  | Arne Daelmans      |         |
| 10 | Kris Wouters       |         |

| #  | Coureur             | Temps   |
| -- | ------------------- | ------- |
| 1  | Richard Groenendaal | inconnu |
| 2  | Sven Nys            |         |
| 3  | Marc Janssens       |         |
| 4  | Erwin Vervecken     |         |
| 5  | Paul Herijgers      |         |
| 6  | Danny De Bie        |         |
| 7  | Arne Daelmans       |         |
| 8  | Wim de Vos          |         |
| 9  | Adrie van der Poel  |         |
| 10 | Peter Van Santvliet |         |

| #  | Coureur          | Temps   |
| -- | ---------------- | ------- |
| 1  | Arne Daelmans    | inconnu |
| 2  | Alex Moonen      |         |
| 3  | David Willemsens |         |
| 4  | Peter Willemsens |         |
| 5  | Niels Albert     |         |
| 6  | Kurt De Roose    |         |
| 7  | Paul Janssens    |         |
| 8  | Jan Van Donink   |         |
| 9  | Chris Smits      |         |
| 10 | Johan Verstrepen |         |

| #  | Coureur             | Temps   |
| -- | ------------------- | ------- |
| 1  | Richard Groenendaal | inconnu |
| 2  | Wim de Vos          |         |
| 3  | David Willemsens    |         |
| 4  | Peter Willemsens    |         |
| 5  | Arne Daelmans       |         |
| 6  | Jan Van Donink      |         |
| 7  | Kurt De Roose       |         |
| 8  | Alex Moonen         |         |
| 9  | Nico Clarysse       |         |
| 10 | Gianni David        |         |

| #  | Coureur             | Temps   |
| -- | ------------------- | ------- |
| 1  | Peter Willemsens    | inconnu |
| 2  | Richard Groenendaal |         |
| 3  | Adrie van der Poel  |         |
| 4  | Danny De Bie        |         |
| 5  | Sven Nys            |         |
| 6  | Arne Daelmans       |         |
| 7  | Daniele Pontoni     |         |
| 8  | David Willemsens    |         |
| 9  | Paul Herijgers      |         |
| 10 | Bart Wellens        |         |

| #  | Coureur            | Temps   |
| -- | ------------------ | ------- |
| 1  | Adrie van der Poel | inconnu |
| 2  | Danny De Bie       |         |
| 3  | Marc Janssens      |         |
| 4  | David Willemsens   |         |
| 5  | Peter Willemsens   |         |
| 6  | Paul Herijgers     |         |
| 7  | Paul Janssens      |         |
| 8  | Jan Van Donink     |         |
| 9  | Gianni David       |         |
| 10 | Geert Lauwers      |         |

| #  | Coureur             | Temps   |
| -- | ------------------- | ------- |
| 1  | Erwin Vervecken     | inconnu |
| 2  | Arne Daelmans       |         |
| 3  | Sven Nys            |         |
| 4  | Richard Groenendaal |         |
| 5  | Peter Willemsens    |         |
| 6  | Alex Moonen         |         |
| 7  | David Willemsens    |         |
| 8  | Danny De Bie        |         |
| 9  | Marc Janssens       |         |
| 10 | Kris Wouters        |         |

| #  | Coureur           | Temps   |
| -- | ----------------- | ------- |
| 1  | Arne Daelmans     | inconnu |
| 2  | Peter Willemsens  |         |
| 3  | Alex Moonen       |         |
| 4  | Kris Wouters      |         |
| 5  | Paul Janssens     |         |
| 6  | Danny De Bie      |         |
| 7  | David Willemsens  |         |
| 8  | Ben Berden        |         |
| 9  | Kipcho Volckaerts |         |
| 10 | Kurt De Roose     |         |